# أهارون هاليفا
أهرون حليوة (بالعبرية: אהרון חליוה؛ مواليد 1967) لواء سابق في قوات الدفاع الإسرائيلية، ترأّس جهاز الاستخبارات العسكرية قبل أن يقدم استقالته يوم 22 أبريل 2024.
وُلد حليوة يوم 12 أكتوبر 1967 في حيفا لأبوين من يهود المغرب. يحمل درجة البكالوريوس من جامعة بار إيلان والماجستير من جامعة حيفا. وهو ضابط في سلاح المظليين في الجيش الإسرائيلي منذ عام 1985.
عمل رئيسًا لجهاز الاستخبارات العسكرية منذ 5 أكتوبر 2021 إلى حين استقالته في 22 أبريل 2024 بسبب ما اعتبره مسؤوليته في فشل جهاز الاستخبارات العسكرية في صد عملية طوفان الأقصى.